# 马来西亚依斯干达经济特区
马来西亚依斯干达（英語：Iskandar Malaysia, IM），早期称为柔南经济特区，过后再更名为依斯干达经济特区，最后正式确定命名马来西亚依斯干达（英語：Iskandar Malaysia, IM）。这项计划是马来西亚政府于2006年宣布要在柔佛州南部区域推行的一项大型经济发展计划。与新加坡，被形容为如深圳市之于香港的经济特区。马来西亚依斯干达于2006年7月30日成立。这发展项目是由依斯干达区域发展局（英語：Iskandar Regional Development Authority，简称IRDA）所管理的，以已驾崩的柔佛苏丹依斯干达的名字来命名这计划。

## 发展范围
马来西亚依斯干达面积约2,217平方公里，包括了新山市、笨珍县南部、古来、巴西古当以及柔佛行政中心所在处依斯干达公主城。覆盖区域为五个地方政府的辖区，包括了新山市政厅（Majlis Bandaraya Johor Bahru）、依斯干达公主城市政厅（Majlis Bandaraya Iskandar Puteri）、巴西古当市政厅（Majlis Bandaraya Pasir Gudang）、古来市议会（Majlis Perbandaran Kulai）以及笨珍市议会（Majlis Perbandaran Pontian）南部。
2019年，时任马来西亚首相马哈迪·莫哈末宣布马来西亚依斯干达特区将扩大至居銮县以及哥打丁宜县，所额外增加的政府地方行政辖区包括了哥打丁宜县议会 （Majlis Daerah Kota Tinggi)，边佳兰市议会（Majlis Perbandaran Pengerang), 居銮市议会 （Majlis Perbandaran Kluang), 和新邦令金县议会 （Majlis Daerah Simpang Renggam)。在居銮县和哥打丁宜县加入后，马来西亚依斯干达特区的总面积增加到了4,794平方公里。
马来西亚统计数据显示，2006年至2022年，中企是柔佛州依斯干达经济特区的最大投资者，投资额约为604亿林吉特（约合1000亿元人民币）。

## 计划背景
2005年7月份，马来西亚联邦政府要求国库控股有限公司（国库）进行一项针对位于在柔佛南部设立一个特别经济特区是否可行的研究。这个特区就是后来的马来西亚依斯干达计划。国库因此成立了一支特别计划小组（SPT）接手与准备经济特区的综合发展计划（CDP）的任务。许多从中央政府和柔佛州政府高级官员被挑进这支特别计划小组。这支SPT还包括外来的顾问，以专业来归纳的顾问与专家分别同时监督城市规划、房地产、经济和财政规划、环境规划、法律领域、市场营销、业务再造流程、社会政策、战略。
2005年10月，国库控股提交概念规划纲要给全国依斯干达发展区计划委员会。该委员会是由首相和柔佛州务大臣一起监督主持，国库控股则作为该委员会的秘书作用。该委员会的结论是马来西亚依斯干达计划将代来强大的经济，社会和发展效益。
2006年11月，马来西亚依斯干达正式由柔佛州已故苏丹依斯干达，并在首相与州务大臣的见证下推出。

## 综合发展计划（CDP）

### 旗舰区
根据该计划，5个“旗舰区”的221,634.1公顷（2,216.3平方公里）已被确定为发展重点。其中的4个旗舰区位于“依斯干达公主城－新山－巴西古当别经济走廊”（SEC）中。这经济走廊中包括了丹戎帕拉帕斯港口、巴西古当港口与丹绒浪沙港口以及依城为优先发展的重点。
- 新山市为旗舰A区，这包括重点发展新山是新的金融区、中央商务区、金海湾河滨城市、地不佬以及新柔长堤的周边。

- 依城为旗舰B区，这包括发展依城成为柔佛新的行政中心、医疗中心、教育中心、一个国际化的渡假胜地、一个物流产业的集中地以及豪华的别墅胜地。

- 柔佛西部为旗舰C区，这包括发展丹戎帕拉帕斯港口（PTP）以及马新第二通道。

- 柔佛东部为旗舰D区， 这包括巴西古当港口（Pasir Gudang Port)，巴西古当工业区、丹绒浪沙工业园、丹绒浪沙港口。工业与科技，自由贸易将会成为此区域的主要发展目的。

- 士乃以及士古来为旗舰E区，主要的发展项目包括了士乃国际机场。此区域主要以货物运输与流量为主要发展目的。

## 人口
以下为2020年，新山都会区各地方政府的人口普查数据。
| 地区           | 地方政府             | 人口（2020） | 区域（平方公里） |
| -------------- | -------------------- | ------------ | ---------------- |
| 新山           | 新山市政厅           | 858,118      | 380              |
| 依斯干达公主城 | 依斯干达公主城市政厅 | 575,977      | 303.48           |
| 古来           | 古来市议会           | 294,156      | 256.08           |
| 巴西古当       | 巴西古当市政厅       | 312,437      | 267.39           |
| 北干那那       | 笨珍市议会           | 44,858       | 298              |
| 總計           | 總計                 | 2,085,546    | 2,714.61         |